# حوسبة فيزيائية
الحوسبة الفيزيائية في نطاقها الواسع تعني تصميم أنظمة فيزيائية تفاعلية من خلال استخدام البرامج والأجهزة التي يمكنها استشعار العالم التماثلي والاستجابة له. وعلى الرغم من أن هذا التعريف واسع بما يكفي ليتضمن أشياء مثل أنظمة التحكم الذكي في مرور المركبات أو عمليات أتمتة المصانع، فإنه لا يستخدم عادةً لوصفها. إن الحوسبة الفيزيائية، في معناها الواسع، هي نظام أساسي مبتكر لفهم علاقة البشر بالعالم الرقمي. أما في الاستخدام العملي، فإن المصطلح غالبًا ما يصف الفنون اليدوية أو التصميم اليدوي أو مشروعات الهواة افعلها بنفسك التي تستخدم المستشعرات وأجهزة المتحكم الدقيق من أجل ترجمة المدخلات التماثلية إلى نظام برامج و/أو التحكم في الأجهزة الكهروميكانيكية مثل المحركات أو أجهزة المساعدة أو أجهزة الإضاءة أو الأجهزة الأخرى.

## أمثلة
تُستخدم الحوسبة الفيزيائية في مجالات وتطبيقات متنوعة.

### في المتاحف
قام متحف إكسبلوراتوريوم (بالإنجليزية: Exploratorium)، وهو أحد المتاحف الرائدة في مجال التعلم القائم على الاستفسار، بتطوير مجموعة من أول العروض التفاعلية التي تستخدم أجهزة الكمبيوتر، ولا يزال يعمل على ضم المزيد والمزيد من أمثلة الحوسبة الفيزيائية والواجهات المادية كنوع من التقدم التقني ذي الصلة.

### في الفن
في عالم الفن، من بين المشروعات التي تستخدم الحوسبة الفيزيائية أعمال سكوت سنيب (Scott Snibbe) ودانيال روزين (Daniel Rozin) ورافييل لوزانو هيمير (Rafael Lozano-Hemmer) وجونا بروكر كوهين (Jonah Brucker-Cohen) وVR/Urban (في آر/إيربان).

### في تصميم المنتجات
تظهر أيضًا استخدامات الحوسبة الفيزيائية في مجال تصميم المنتجات والتفاعل، حيث تُستخدم الأنظمة المضمنة المصممة يدويًا لتحاكي مفاهيم المنتجات الرقمية الجديدة بسرعة وبتكلفة مناسبة. ومن المعروف أن شركات مثل IDEO [الإنجليزية] و Teague [الإنجليزية] تتبع نفس المنهج في تصميم المنتجات.

### في الاستخدامات التجارية
تمتد التطبيقات التجارية لتشمل أجهزة العملاء مثل Sony Eyetoy أو ألعاب مثل Dance Dance Revolution [الإنجليزية] مرورًا بالاستخدامات المضمنة والعملية مثل صور الآلات المستخدمة في أتمتة فحص الجودة في أي خط تجميع بالمصنع. كذلك، يمكن اعتبار الألعاب التدريبية أحد أشكال الحوسبة الفيزيائية. ومن بين تطبيقات الحوسبة الفيزيائية الأخرى تطبيق التعرف على الصوت الذي يقوم باستشعار الموجات الصوتية وترجمتها عبر ميكروفونات أو أية أجهزة أخرى لاستشعار الموجات الصوتية، وتطبيق الرؤية الحاسوبية الذي يقوم بتطبيق خوارزميات على مجموعة ثرية من بيانات الفيديو التي عادة ما يتم استشعارها باستخدام إحدى الكاميرات. ومن بين الأمثلة الأخرى على الحوسبة الفيزيائية واجهات اللمس، إلا أنه في هذه الحالة تقوم أجهزة الكمبيوتر بتوليد المحفزات المادية وليس استشعارها. كما يعد كل من التقاط الحركة والتعرف على الإيماءات من المجالات التي تعتمد على الرؤية الحاسوبية للقيام بعملها.

### في التطبيقات العلمية
علاوةً على ذلك، يمكن للحوسبة الفيزيائية وصف تصميم أجهزة الاستشعار أو التجميع المخصصة واستخدامها في التجارب العلمية، على الرغم من أن المصطلح نادرًا ما يُستخدم لوصفها بتلك الطريقة.

## الطرق
تلعب النماذج الأولية دورًا هامًا في الحوسبة الفيزيائية. حيث تعمل أدوات مثل آردوينو وفريتزينج وكذلك I-CubeX [الإنجليزية] في مساعدة المصممين والفنانين على وضع نماذج أولية سريعًا للمفاهيم التفاعلية التي يتصورونها.

## كتابات أخرى
- Igoe، Tom؛ O'Sullivan، Dan (2004). Physical Computing: Sensing and Controlling the Physical World with Computers. Premier Press. ISBN:1-59200-346-X.

## وصلات خارجية
- Arduino، نظام أساسي للحوسبة الفيزيائية مفتوح المصدر يتمتع بشهرة كبيرة
- Arieh Robotics Project Junior. جهاز كمبيوتر يستخدم الحوسبة المادية ويعمل بنظام التشغيل ويندوز 7 تم تصميمه باستخدام Microsoft Robotics Developer Studio [الإنجليزية].
- BluePD BlueSense نسخة محفوظة 11 مارس 2008 على موقع واي باك مشين.. نظام أساسي للحوسبة الفيزيائية من شركة Blue Melon. ويمكن برمجة هذا النظام الأساسي مرئيًا باستخدام نظام Pure Data الشهير (مفتوح المصدر).
- Dwengo، هو نظام أساسي للحوسبة يستند إلى متحكم PIC دقيق يتم توفيره مع لوح التجارب لتسهيل عملية وضع النماذج الأولية.
- EmbeddedLab، هو معهد أبحاث تابع لقسم التصميم بمساعدة الكمبيوتر في  ETH Zürich.
- Fritzing - من النموذج الأولي إلى المنتج: هو برنامج يدعم المصممين والفنانين للانتقال من وضع نماذج أولية مادية إلى طرح المنتج الحقيقي.
- GP3، هو اختيار شائع يسمح بإنشاء أنظمة فيزيائية باستخدام أجهزة الكمبيوتر ولغات تقليدية (C وBasic وJava، إلخ) أو أنظمة مستقلة باستخدام أداة تطوير الإشارة والنقر.
- Physical Computing, Interactive Telecommunications Program, جامعة نيويورك
- Physical Computing بقلم دان أو-سوليفان (Dan O'Sullivan)
- Physical Computing نسخة محفوظة 8 ديسمبر 2016 على موقع واي باك مشين.، مجموعة من موارد توم إجوي (Tom Igoe) وأمثلته وملاحظات المحاضرات حول دورات الحوسبة الفعلية في ITP.
- Physical Computing، مسار نحو الإلكترونيات باستخدام منهج "التعلم بالتصنيع"، يتضمن مقدمة إلى النمذجة الإلكترونية بطريقة ممتعة وغير تقنية. (يانيف شتاينر (Yaniv Steiner)، IDII)